# Oneirophanta mutabilis
Oneirophanta mutabilis is een zeekomkommer uit de familie Deimatidae.
De wetenschappelijke naam van de soort werd in 1879 gepubliceerd door Johan Hjalmar Théel.